# Chaetocalirrhoe grandis
Chaetocalirrhoe grandis là một loài ruồi trong họ Tachinidae.